# 东方街道 (项城市)
东方街道，是中华人民共和国河南省周口市項城市下辖的一个乡镇级行政单位。

## 行政区划
东方街道下辖以下地区：
胡营村、刘堂村、东张营村、董营村、王集村、杨楼村、聂寨村和孙营村。